# Hoa hậu Thế giới 1969

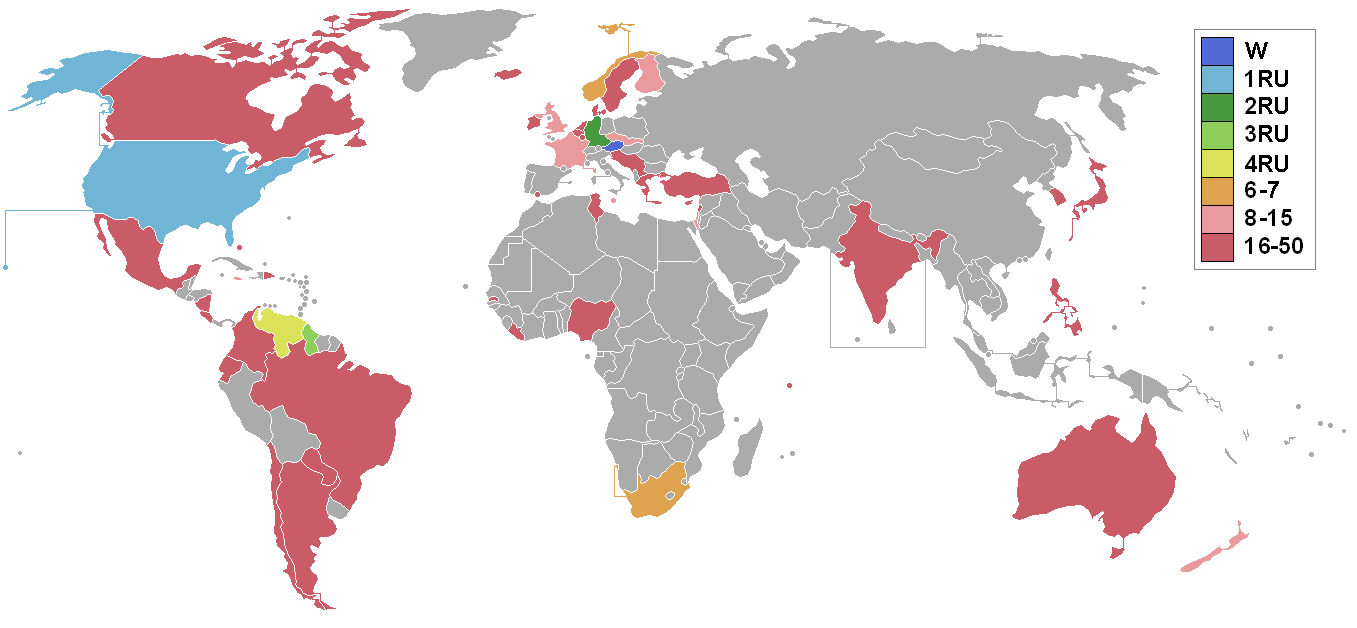
Các quốc gia và vùng lãnh thổ tham dự cuộc thi và kết quả.

Hoa hậu Thế giới 1969 là cuộc thi Hoa hậu Thế giới lần thứ 19, được tổ chức tại Royal Albert Hall vào ngày 22 tháng 11 năm 1969 trên kênh truyền hình BBC. 50 thí sinh đã cùng nhau tranh tài và người chiến thắng là Eva Rueber-Staier từ Áo.

## Kết quả

### Thứ hạng
| Kết quả               | Thí sinh |
| --------------------- | --- |
| Hoa hậu Thế giới 1969 | - Áo – Eva Rueber-Staier |
| Á hậu 1               | - Hoa Kỳ – Gail Renshaw |
| Á hậu 2               | - Tây Đức – Christa Margraf |
| Á hậu 3               | - Guyana – Pamela Patricia Lord |
| Á hậu 4               | - Venezuela – Marzia Rita Gisela Piazza Suprani |
| Top 7                 | - Na Uy – Kjersti Jortun - Nam Phi – Linda Meryl Collett |
| Top 15                | - Tiệp Khắc – Marcela Bitnarova - Phần Lan – Päivi Ilona Raita - Pháp – Suzanne Angly - Israel – Tehila Selah - Jamaica – Marlyn Elizabeth Taylor - Malta – Mary Brincat - New Zealand – Carole Robinson - Vương quốc Anh – Sheena Drummond |

## Các thí sinh
| - Argentina - Graciela Marino - Úc - Stefane Meurer - Áo - Eva Rueber-Staier - Bahamas - Wanda Pearce - Bỉ - Maud Alin - Brazil - Ana Cristina Rodrigues - Canada - Jacquie Perrin - Chile - Ana Maria Nazar - Colombia - Lina Maria Garcia Ogliastri - Costa Rica - Damaris Ureña - Síp - Flora Diaouri - Tiệp Khắc - Marcela Bitnarova - Đan Mạch - Jeanne Perfeldt - Cộng hòa Dominica - Sandra Simone Cabrera Cabral - Ecuador - Ximena Aulestia Díaz - Phần Lan - Päivi Ilona Raita - Pháp - Suzanne Angly - Gambia - Marie Carayol - Đức - Christa Margraf - Gibraltar - Marilou Chiappe - Hy Lạp - Heleni Alexopoulou - Guyana - Pamela Patricia Lord - Hà Lan - Nente van der Vliet - Iceland - Ragnheidur Pétursdóttir - Ấn Độ - Adina Shellim - Ireland - Hillary Clarke | - Israel - Tehila Selah - Jamaica - Marlyn Elizabeth Taylor - Nhật Bản - Emiko Karashima - Hàn Quốc - Kim Seung-hee - Liban - Roula Majzoub - Liberia - Antionette Coleman - Luxembourg - Jacqueline Schaeffer - Malta - Mary Brincat - México - Gloria Leticia Hernández Martín del Campo - New Zealand - Carole Robinson - Nicaragua - Carlota Marina Brenes López - Nigeria - Morenkike Farabidio - Na Uy - Kjersti Jortun - Paraguay - Blanca Zaldivar - Philippines - Feliza (Liza) Teresa Nuesa Miro - Seychelles - Sylvia Labonte - Nam Phi - Linda Meryl Collett - Thụy Điển - Ingrid Marie Ahlin - Thụy Sĩ - Astrid Vollenweider - Tunisia - Zohra Tabania - Thổ Nhĩ Kỳ - Sermin Aysin - Vương quốc Anh - Sheena Drummond - Hoa Kỳ - Gail Renshaw - Venezuela - Marzia Rita Gisela Piazza Suprani - Nam Tư - Radmila Zivkovic |